# Ceramaster mortenseni
Ceramaster mortenseni är en sjöstjärneart som först beskrevs av Jean Baptiste François René Koehler 1909.  Ceramaster mortenseni ingår i släktet Ceramaster och familjen ledsjöstjärnor.
Artens utbredningsområde är Bengaliska viken. Inga underarter finns listade i Catalogue of Life.